# Elisabetta Lodoli
Elisabetta Lodoli (* 30. Januar 1952 in San Lazzaro di Savena) ist eine italienische Filmregisseurin und Autorin.

## Leben
Lodoli besuchte nach einem Abschluss in Philosophie den Kurs „DAMS“ und erhielt Mitte der 1980er Jahre eine Anstellung im Büro des „Cinema della Provincia di Bologna“. Mit einem Stipendium ging Lodoli nach Los Angeles, wo sie am California Studio of the Arts in drei Jahre den Master in Regie erlangte. Während dieser Zeit gewann ihr kurzer Film Off season beim Festival in Bellaria und hatte weitere Festspieleinsätze. In der Folge arbeitete sie für das „Centro di Documentazione delle Donne“ in Bologna, für das u. a. La pace a due voci im Jahr 1995 entstand, der sich mit dem israelisch-palästinensischen Konflikt auseinandersetzt. Ihr erster Langfilm aus dem Jahr 1996 thematisierte Bulimie; La venere di Willendorf schrieb sie mit Heidrun Schleef. Nach einem Fernsehfilm und einem Episodenbeitrag drehte sie 2001 Bacio accademico.
2007 erschien Lodolis Roman Questo mare non è il mio mare, der den „Literaturpreis Nino Martoglio“ erhielt.

## Filmografie (Auswahl)
- 1996: La venere di Wilendorf
- 1999: Ich möchte so sein wie du (Più leggero non basta) (Fernsehfilm)
- 2001: Bacio accademico